# Ламдан, Хана
Ха́на Ламда́н (Лернер; 5 января 1905, Шировцы, Хотинский уезд, Бессарабская губерния — 10 апреля 1995, Холон, Израиль) — израильский политик, депутат кнессета (1949—1955, 1957—1961, 1962—1965).

## Биография
Родилась в Шировцах (ныне Черновицкой области Украины) в семье бакалейщика Мехла Крокушанского и его жены Марьем Ароновны Рапопорт. Училась в гимназии в Новоселице. В подмандатной Палестине с 1926 года.Была членом социалистических сионистских Ха-шомер ха-цаир и Ахдут ха-Авода, активисткой Гистадрута. Член рабочего совета Тель-Авива, в 1937—1940 годах председатель его женской фракции. В 1944—1949 годах член секретариата совета женщин-рабочих.
В 1948 году вошла в МАПАМ и в следующем году была избрана в кнессет первого созыва; переизбрана в 1951 году. В 1953 году покинула МАПАМ и вместе с Давидом Лившицем основала партию Сиа Билти Талуя бе-Ахдут ха-Авода, а в 1954 году присоединилась к МАПАЙ. Потеряла депутатский портфель в 1955 году, но вновь избрана в кнессет в 1957 году и в 1962 году. В 1965 году покинула МАПАЙ и стала одним из организаторов РАФИ.
Сын — предприниматель Хен Ламдан, владелец холдинга Lamdan.